# مانسر، پاکستان
مانسر (به انگلیسی: Mansar) یک منطقهٔ مسکونی در پاکستان است که در ناحیه اتک واقع شده‌است. مانسر ۲۷۸ متر بالاتر از سطح دریا واقع شده‌است.